# Campos Lindos
Campos Lindos is een gemeente in de Braziliaanse deelstaat Tocantins. De gemeente telt 8.079 inwoners (schatting 2009).
De gemeente grenst aan Recursolândia en Goiatins.